# Nadolany
Nadolany ist eine Ortschaft mit einem Schulzenamt der Gemeinde Bukowsko im Powiat Sanocki der Woiwodschaft Karpatenvorland in Polen.

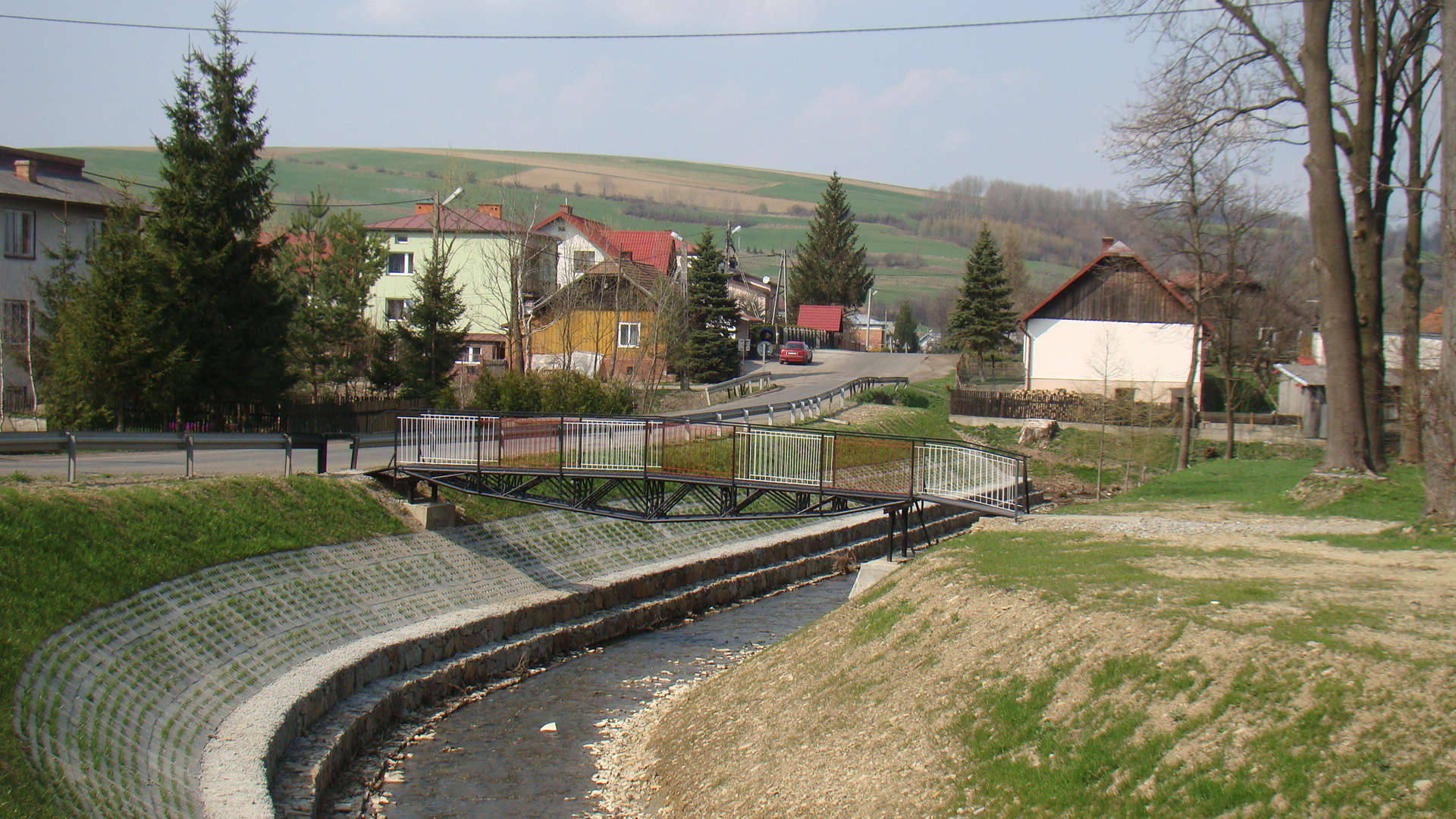
Pielnica in Nadolany

## Geographie
Der Ort liegt im Buków-Gebirge an der Pielnica. Die Nachbarorte sind Nowotaniec im Süden, Wola Sękowa im Südwesten, Odrzechowa im Nordwesten, sowie Pielnia im Norden und Osten.

## Geschichte
Im Jahr 1366 erlaubte dem viro discreto Phalislao de Rzoslon der König Kasimir der Große die Gründung eines neuen Dorfs nach dem deutschen Recht auf 80 fränkischen Hufen an beiden Ufern des Baches Brzozowa (villam… ex utraque parte fluvii Brzozowa wlgariter nuncupata; brzoza – Birke). Der Bach wurde später zu Pele (1390) bzw. Pella (1419), heute Pielnica, umbenannt (1419: villam Brzozowa alias Lobetancz in flumine Pella… incipiendo a finibus ville Pella usque ad ortum predicti fluuii Pella parte ex utraque), während der Name Brzozowa als Name des Dorfs, das am wahrscheinlichsten die heutigen Siedlungen Nadolany, Nowotaniec und Nagórzany umfasste, zeitweilig beibehalten wurde. Schon früher im Jahr 1361 erhielt Piotr von Ungarn (Petrus Ungarus), möglicherweise ein Karpatendeutscher aus der Umgebung von Bardejov (dt. Bartfeld), das verlassene Dorf Zboiska. 1409 unterzeichnet wahrscheinlich der gleiche Piotr, diesmal als hares de Lobetans, das Dokument über die Errichtung der Pfarrei in Humniska. Mit dem Brüder Paweł (Paulus de Ungaria) galt er als Protoplast der Familie Bal, die im Besitz von Nowotaniec ab dem 15. Jahrhundert bis zur Zeit des Königs Stephan Báthory war. Möglicherweise nach ihm erhielt das Dorf Brzozowa den mittelhochdeutschen Nebennamen *Lobetans bzw. *Lubetans, die als Lubotaniec (auch Lobotan(i)ec) polonisiert wurde. Erste bekannte Bewohner im Dorf Lobentancz  waren ein Krämer und Mathias Fort der gerber off briffevo de dorffe Lobedanc (1424). Der Name Nowotaniec wurde im Jahr 1435 für das Dorf Nowotanecz alias Brzozowo erstmals benutzt (nach der Neugründung?) und verdrängte völlig die Form mit dem Präfix *Lobe-, sowohl für das Dorf wie auch für die im Jahr 1444 auf dem Grund des Dorfs Brozow alias Lubothancze unter dem Namen Lubothancze gegründete Stadt, in der zweiten Hälfte des 15. Jahrhunderts. Der nördliche Teil des ehemaligen Dorfs Brzozowa/Nowotaniec wurde 1446 als suburbia spectantes ad oppidum Nowotanyecz urkundlich erwähnt und später üblich als Nowothaniecz (1462), Nowathanyecz (1480), villa Novothanyecz (1484), inferius suburbium (1486, etwa Nieder Vorstadt), Novytanyecz (1515), Suburbium Nowothanyecz (1526), Przedmyesczie (wörtlich Vorstadt, 1552), Possada Nowothaniecz (1577, siehe Posada/Possad). 1589 wurde es erstmals unter dem heutigen Namen Wiesz Nadoliany benannt. Der Name Nadolany bedeutet: die Leute die na dole (unter[halb]) leben, d. h. in der niederen Posada/Vorstadt. Obwohl es durch die Stadt Nowotaniec von Nagórzany abgetrennt wurde, wurde es manchmal noch im späten 15. Jahrhundert als einziges Dorf zusammengefasst.
Bei der Ersten Teilung Polens kam Nadolany 1772 zum neuen Königreich Galizien und Lodomerien des habsburgischen Kaiserreichs (ab 1804). Ab dem Jahr 1855 gehörte Nadolany zum Bezirk Sanok. Im Jahr 1900 hatte die Gemeinde 436 Hektar Fläche, 727 Einwohner, davon war die Mehrheit römisch-katholisch (695) und polnischsprachig (713), es gab 14 ruthenischsprachige Griechisch-Katholiken und 18 Juden.
Nach dem Ende des Ersten Weltkriegs und dem Zusammenbruch der k.u.k. Monarchie kam Nadolany 1918 zu Polen. Unterbrochen wurde dies nur durch die Besetzung Polens durch die Wehrmacht im Zweiten Weltkrieg. Von 1975 bis 1998 gehörte Nadolany zur Woiwodschaft Krosno.